# 馬哈爾卡山國家公園

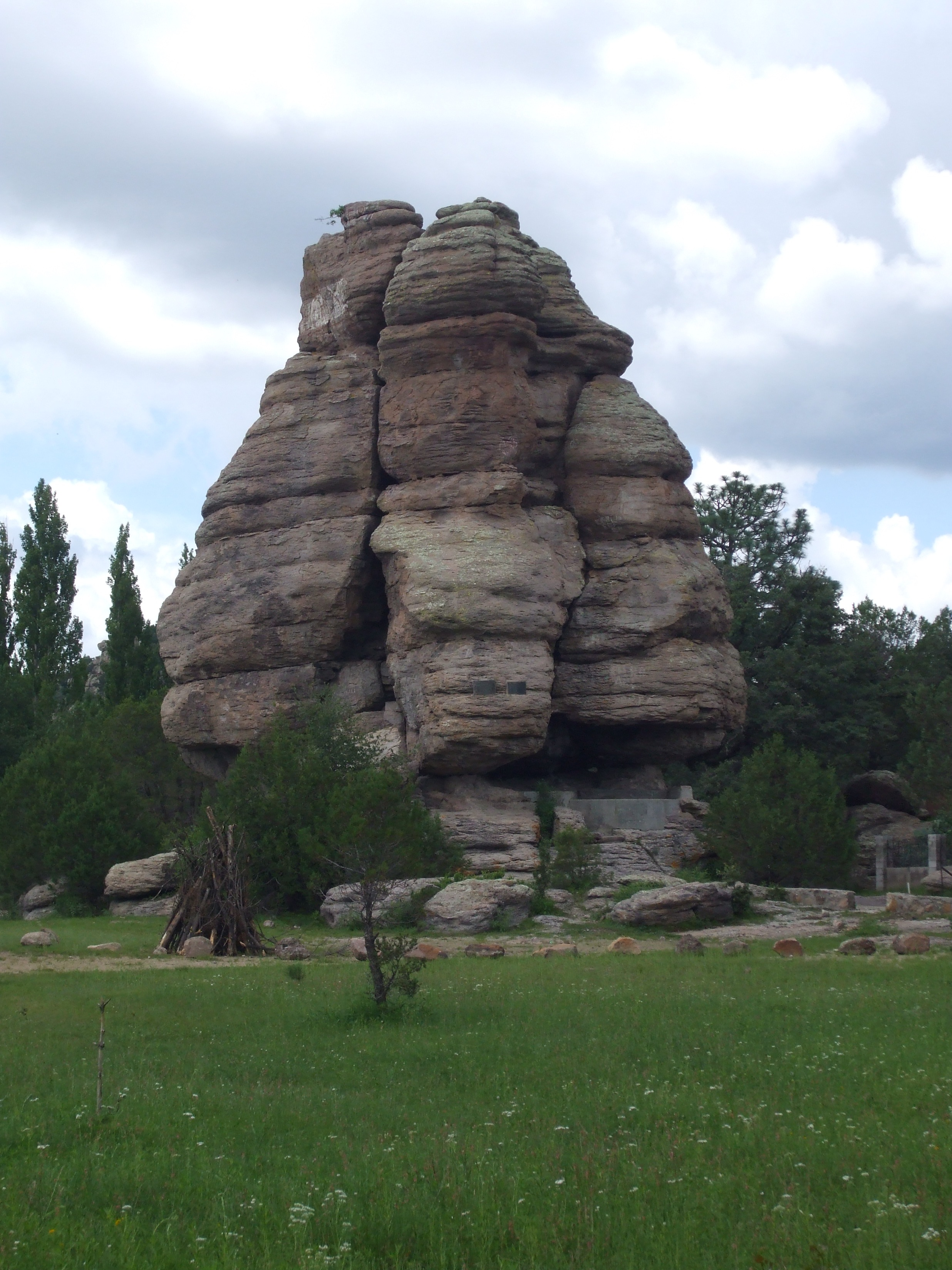

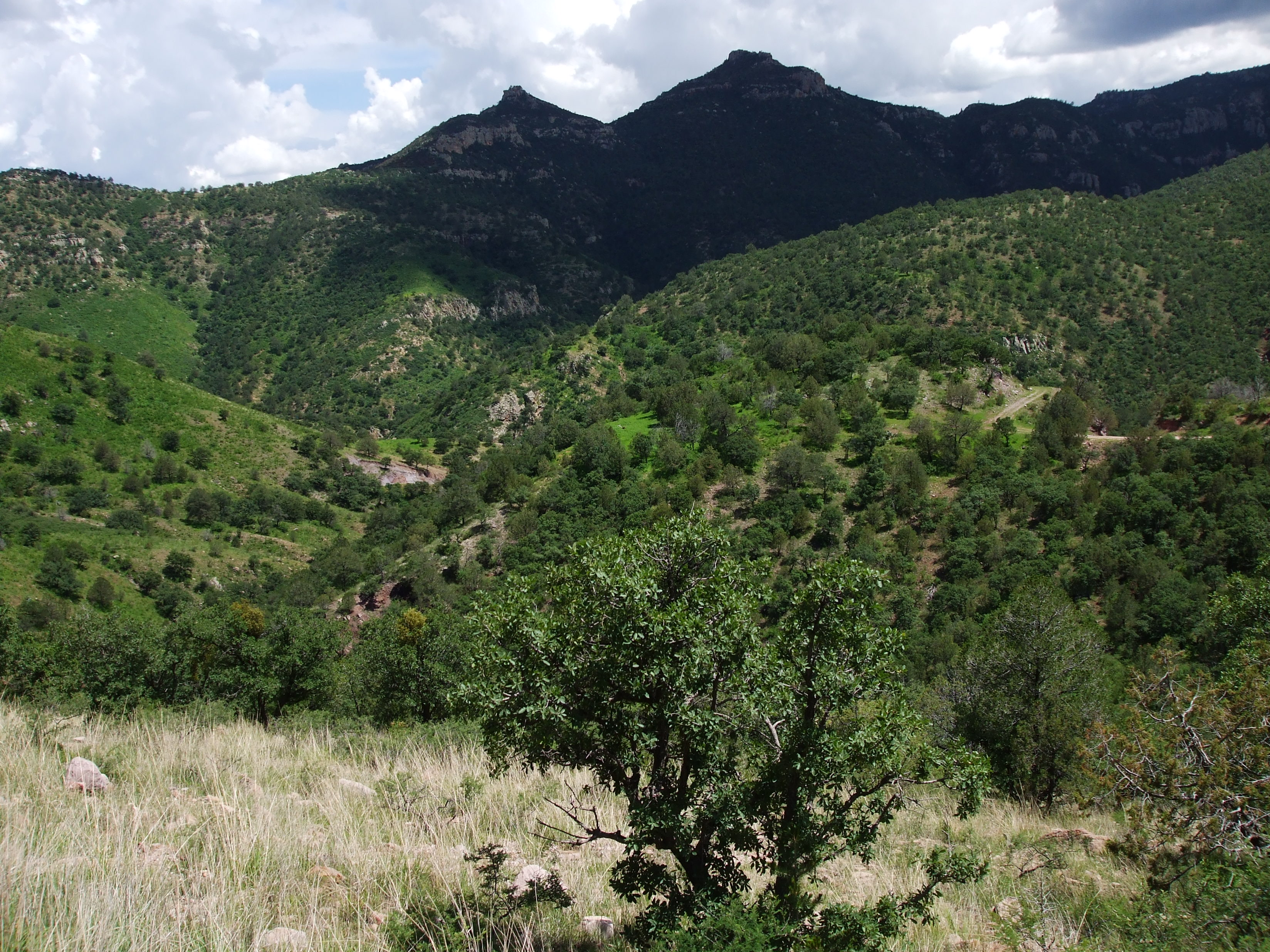

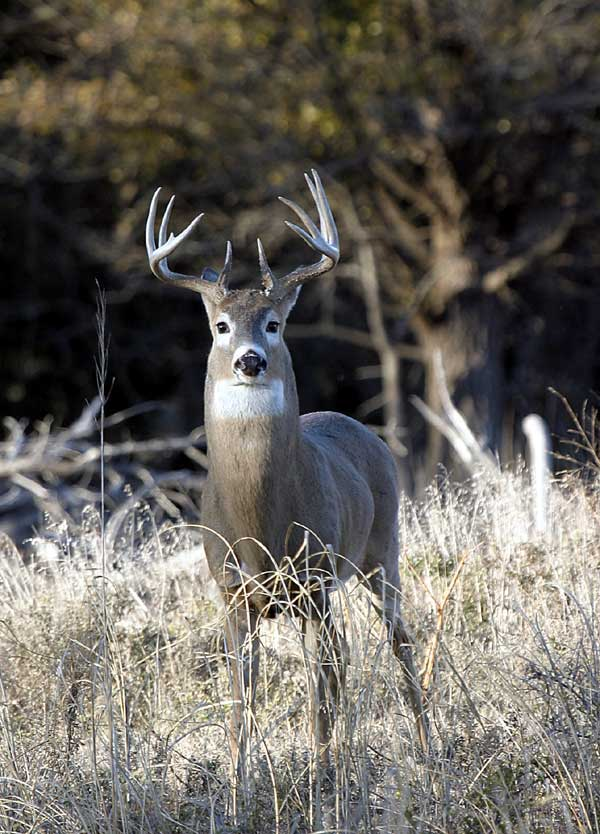

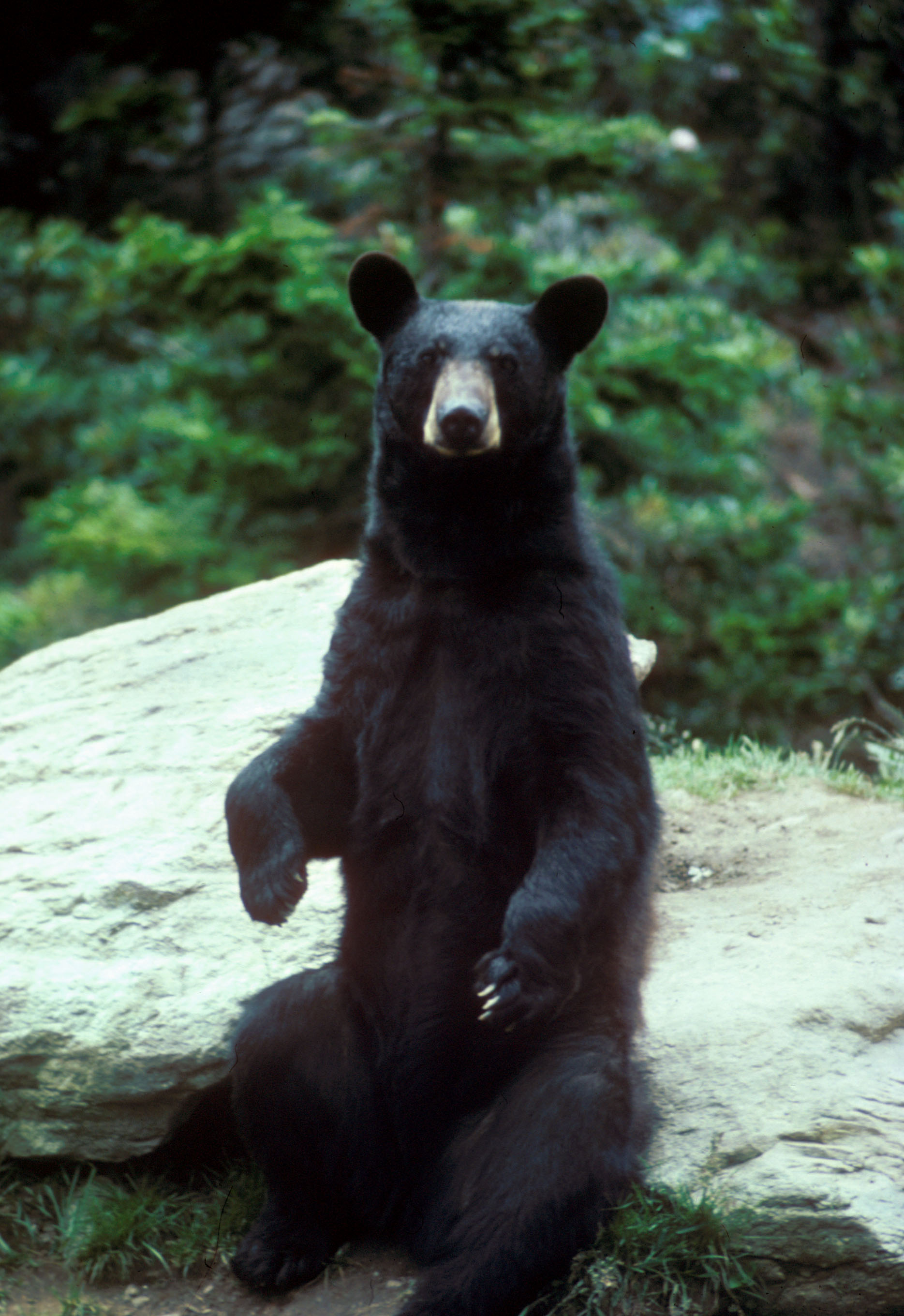

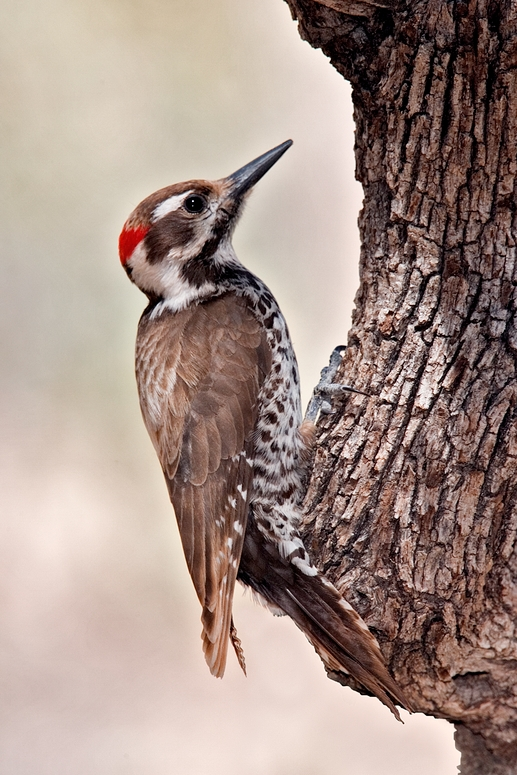

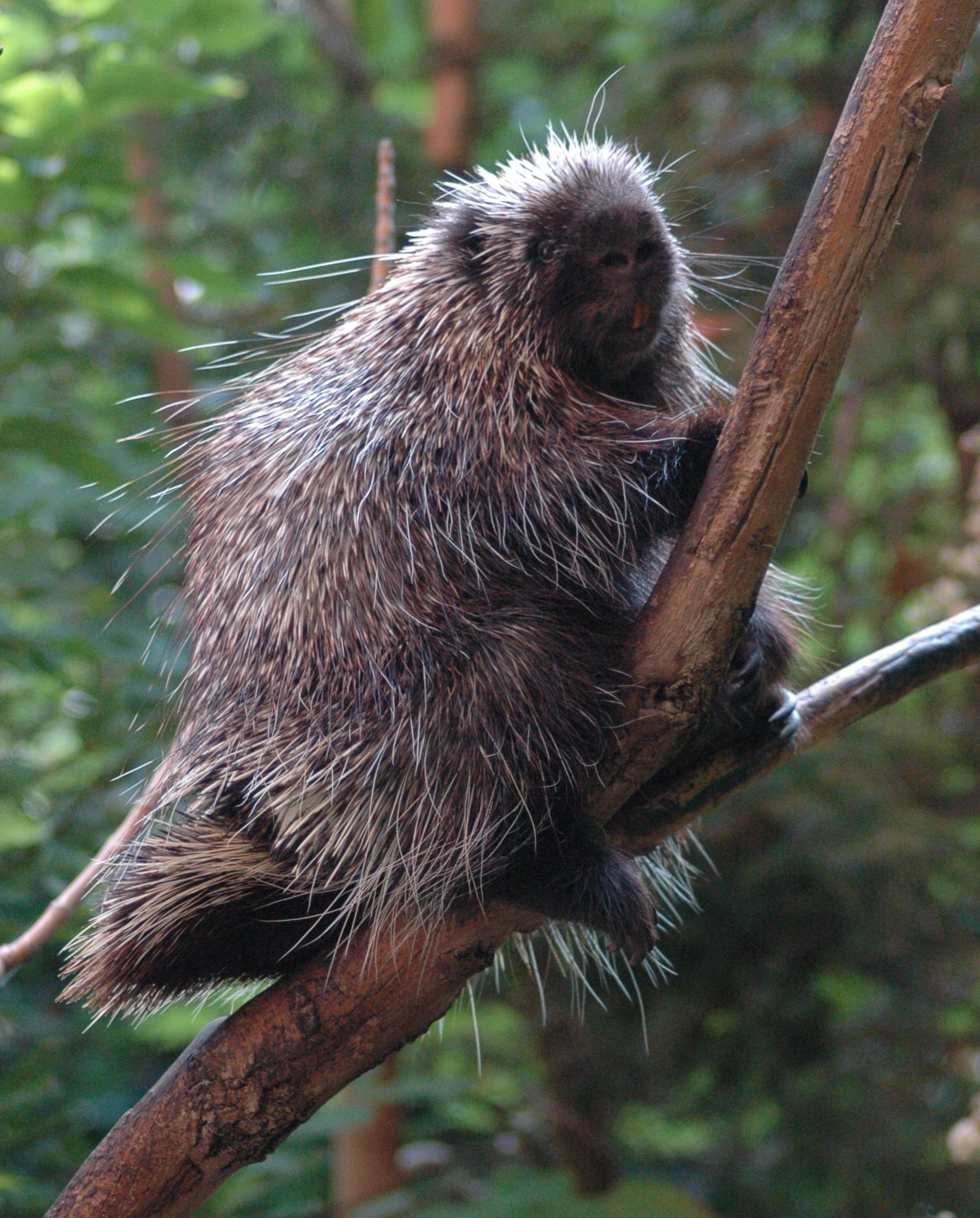

馬哈爾卡山國家公園是墨西哥的國家公園，由契瓦瓦州負責管轄，距離首府契瓦瓦市88公里，始建於1939年9月1日，面積48平方公里，每年平均降雨量621毫米。

## 外部連結
- https://web.archive.org/web/20040828171712/http://www.mexicodesconocido.com.mx/espanol/naturaleza/parques_nacionales/detalle.cfm?idpag=677&idsec=7&idsub=0
- https://archive.today/20130128000512/http://www.llbean.com/parksearch/parks/html/1732llt.html
- http://www.mexicodesconocido.com.mx/notas/6528-Cumbres-de-Majalca,-Chih%5B%5D.